# Костуми (Терамо)
Костуми (итал. Costumi) је насеље у Италији у округу Терамо, региону Абруцо.
Према процени из 2011. у насељу је живело 45 становника. Насеље се налази на надморској висини од 658 м.